# North Ice
North Ice é uma estação de pesquisa abandonada (1952-1954), localizada no Manto de gelo da Gronelândia, Parque Nacional do Nordeste da Gronelândia. A estação situa-se a 2345 metros acima do nível do mar. A estação registou a temperatura mais baixa na Gronelândia, cerca de -66,1 ºC, a 9 de janeiro de 1954.